# Papilio cyproeofila
Espèce
Statut de conservation UICN

LC : Préoccupation mineure
Papilio cyproeofila est une espèce de lépidoptères (papillons) de la famille des Papilionidae. Cette espèce est présente dans le golfe de Guinée.

## Systématique
L'espèce Papilio cyproeofila a été décrite pour la première fois en 1868 par l'entomologiste Arthur Gardiner Butler dans The Entomologist's monthly magazine.